# تثيس
تثيس (بالإنجليزية: Tethys)‏  (أو زحل الثالث) هو قمر متوسط الحجم تابع لكوكب زحل بقطرٍ يبلغ 1060 كم (660 ميل) تقريباً. اكتشفه جي. دي. كاسيني عام 1684 وسُمي نسبةً للجبّار تيثيس في الأساطير اليونانية.
يتميز تثيس بكثافةٍ منخفضة تبلغ 0.98 جم/ سم مكعب، وهي أدنى كثافةً من بين جميع الأقمار الرئيسية في النظام الشمسي، ما يشير إلى أنه يتكون من جليد الماء مع نسبةً صغيرةٍ من الصخور. وهذا ما أكده التحليل الطيفي لسطحه، والذي وجد أن الجليد المائي هو المادة السطحية المُهيمنة. هناك أيضاً كمية صغيرة المواد الداكنة مجهولة الهوية على القمر. سطح تثيس عاكسٌ للغاية، فهو ثاني ألمع أقمار زحل بعد إنسيلادوس، ومحايد في ألوانه.
يحتوي تثيس على عددٍ كبيرٍ من الفوهات النيزكية ويتخلله عددٌ من الصدوع الأخدودية. يبلغ قطر أكبر فوهةٍ نيزكية، أوديسيوس، حوالي 400 كم، في حين يبلغ عرض أكبر صدعٍ أخدودي، إيثاكا شاسما، حوالي 100 كم ويزيد طوله عن 2000 كم. قد تكون هناك علاقةٌ بين هذين المعلَمين الكبيرين. يُغطى جزءٌ صغيرٌ من السطح بسهولٍ ملساء قد تكون تكونت بفعل البراكين الباردة. على غرار جميع أقمار زحل النظامية الأخرى، تشكل تثيس من سديم زحل، أي قرص الغاز والغبار الذي أحاط بزحل بعد تكونه.
اقتربت العديد من المسابير الفضائية من تثيس، بما في ذلك بيونير 11 (1979) وفوياجر 1 (1980) وفوياجر 2 (1981) ومرات عديدة من قِبل كاسيني بين عامي 2004 و2017.

## الاكتشاف والتسمية
اكتُشف تيثيس من قِبل جيوفاني دومينيكو كاسيني عام 1684 جنباً إلى جنب مع قمر ديون، وهو قمر آخر لزحل. وقد سبق له اكتشاف قمرين آخرين أيضاً، ريا وإيابيتوس، بين عامي 1671 و1672. باستخدام تلسكوبٍ هوائي كبير نصبه في مرصد باريس. 
وقد أطلق كاسيني اسم سيديرا لوديوكيا («نجوم لويس») على الأقمار الأربعة الجديدة لتكريم الملك لويس الرابع عشر ملك فرنسا في ذلك الوقت. وفي نهاية القرن السابع عشر، اعتاد الفلكيون على الإشارة إليها بالإضافة للقمر تيتان باسم زحل الأول حتى زحل الخامس (تثيس، وديون، وريا، وتيتان، إيابيتوس). ومع اكتشاف قمري ميماس وإنسيلادوس في عام 1789 من قبل وليام هيرشل، امتد مخطط الترقيم إلى زحل السابع عن طريق تقديم الترتيب مرتبتين إلى الأمام (وبالتالي أصبح اسم إيابيتوس هو زحل السابع). غيّر اكتشاف قمر هايبريون في عام 1848 الأرقام مرة واحدة أخيرة، ليصبح اسم إيابيتوس هو زحل الثامن، ومنذ ذلك الحين، ظلّ نظام الترقيم ثابتاً.
وتعود الأسماء الحديثة لجميع الأقمار السبعة لزحل إلى جون هيرشل (ابن ويليام هيرشل، ومكتشف ميماس وإنسيلادوس). في كتابه «نتائج رصد الفلك في رأس الرجاء الصالح» الصادر عام 1847، اقترح استخدام أسماء الجبابرة، أخوات وإخوان الإله كرونوس (النظير اليوناني لزحل).
سُمي قمر تثيس نسبةً للجبّار تثيس في الأساطير اليونانية. ويُسمى أيضاً زحل الثالث أو أس الثالث تثيس.

## المدار
يدور تثيس حول كوكب زحل على بعد 295000 كم (حوالي 4.4 ضعف نصف قطر زحل) من مركز الكوكب. انحرافه المداري لا يكاد يُذكر، ويُساوي ميله المداري درجةً واحدةً تقريباً. تثيس مقيدٌ في رنينٍ مداري ميلي مع ميماس، ولكن نظراً لضعف جاذبية هذين القمرين، فإنّ هذا التفاعل لا يُسبب أي انحرافٍ مداري أو تسخينٍ مدّي.
يقع مدار تثيس عميقاً داخل الغلاف المغناطيسي لزحل، وبالتالي فإنّ البلازما التي تدور مع الكوكب تضرب النصف الخلفي للقمر. يخضع تثيس أيضاً لقصفٍ مستمر من الجسيمات النشطة (الإلكترونات والأيونات) الموجودة في الغلاف المغناطيسي. 
يشترك تثيس في مداره مع قمرين آخرين، تيليستو وكاليبسو اللذين يدوران بالقرب من نقطتي طروادة الخاصين بتثيس: أل 4 (نقطة لاغرانج الرابعة) 60 درجة أمامه، وأل 5 (نقطة لاغرانج الخامسة) 60 درجة خلفة على التوالي.

## خصائصه الفيزيائية
تثيس هو القمر السادس عشر في الحجم في المجموعة الشمسية، بنصف قطرٍ يبلغ 531 كم. تبلغ كتلته 6.17*10^20  كغ (0.000103 من كتلة الأرض)، أي أقل من 1 ٪ من كتلة القمر. تبلغ كثافة تثيس 0.98 غ/ سم مكعب، ما يشير إلى أنه يتكون بالكامل تقريباً من جليد الماء.
من غير المعروف ما إذا كان تثيس متمايزاً في تركيبه للبٍّ صخري ووشاحٍ جليدي. ومع ذلك، إذا كان كذلك، فإن نصف قطر اللبّ لا يتجاوز 145 كم، وكتلته أقل من 6٪ من الكتلة الكلية. بسبب تأثير قوى المد والقوى الدورانية، فإنّ تثيس له شكل سطحٍ ناقص ثلاثي المحاور. تتوافق أبعاد هذا السطح الناقص مع وجود تجانسٍ داخلي لتثيس. من غير المحتمل وجود محيطٍ تحت سطحي (أي طبقة من المياه المالحة السائلة) في الجزء الداخلي من القمر.
يُعد سطح تثيس أحد أكثر الأسطح انعكاساً (للضوء المرئي) في النظام الشمسي، إذ يتمتع بوضاءةٍ تساوي 1.229 للضوء المرئي. هذه الوضاءة المرتفعة للغاية هي نتيجة السفع الرملي للجسيمات من حلقة زحل إيي، وهي حلقة باهتة مكونة من جسيمات صغيرة من الجليد المائي تولدها الفورانات الحارة القطبية الجنوبية لقمر إنسيلادوس. كما أنّ الوضاءة الراديوية لسطح تيثيان مرتفعة للغاية. النصف الأمامي لتثيس أكثر وضاءةً بنسبة 10 إلى 15٪ من النصف الخلفي.
تشير الوضاءة العالية لتثيس إلى أنّ سطحه مكونٌ من الجليد المائي النقي تقريباً مع وجود كمية صغيرة فقط من المواد الداكنة. الطيف المرئي لتثيس مستوٍ وخالٍ من أي ميزات، أما في طيف الأشعة تحت الحمراء، تظهر أحزمة امتصاص قويةٌ ناتجة عن الجليد المائي عند الأطوال موجية 1.25 و1.5 و2.0 و3.0 ميكرون. لم يتم التعرف على أي مركبٍ بشكلٍ مؤكد على تثيس بخلاف الجليد المائي البلوري. (تشمل المكونات المحتملة المواد العضوية والأمونيا وثاني أكسيد الكربون). تتمتع المادة الداكنة في الجليد بنفس الخصائص الطيفية التي تظهر على أسطح أقمار زحل الداكنة (إيابيتوس وهايبريون). المرشح الأكثر احتمالاً لتكوين هذه المادة هو الحديد النانوي أو الهيماتيت. تُظهر قياسات الإشعاع الحراري وكذلك عمليات الرصد باستخدام الرادار من قِبل مركبة كاسيني الفضائية أنّ الحطام الجليدي على سطح تيثيس ذا هيكلٍ مُعقد وله مسامية كبيرة تتجاوز نسبتها 95٪. 

## جيولوجيا تثيس
يتكون سطح تثيس في الغالب من تضاريس التلال التي تُهيمن عليها الفوهات النيزيكة التي يزيد قطرها عن 40 كم. يتكون جزءٌ أصغر من السطح من السهول الملساء في النصف الخلفي للقمر. هناك أيضاً عددٌ من الميزات التكتونية مثل الشقوق العميقة والأحواض.
تهيمن فوهة نيزكية كبيرة تُسمى أوديسيوس على الجزء الغربي من النصف الأمامي لتثيس، إذ يبلغ قطرها 450 كم تقريباً أي خُمسي قطر تثيس نفسه. الفوهة الآن مسطحة للغاية -وبشكل أكثر دقة- تتطابق أرضية الفوهة مع شكل تثيس الكروي. هذا على الأرجح بسبب الاسترخاء اللزج لقشرة تثيس الجليدية على مدار الزمن الجيولوجي. ومع ذلك، ترتفع قمة حافة فوهة أوديسيوس مسافة 5 كم فوق متوسط نصف قطر القمر.
الميزة الرئيسية الثانية لسطح تثيس هي وادٍ ضخم يسمى إيثاكا شاسما، بعرض 100 كم وعمق 3 كم. يبلغ طوله أكثر من 2000 كم، أي حوالي ثلاثة أرباع محيط تثيس. يحتل إيثاكا تشاسما حوالي 10 ٪ من مساحة سطح تيثيس. وهو متحدٌ مركزياً تقريباً مع فوهة أوديسيوس. يقع أحد قطبي إيثاكا شاسما على بعد حوالي 20 درجة تقريباً من الفوهة.
يُعتقد أنّ وادي إيثاكا شاسما قد تشكل عندما تجمدت مياه تثيس الداخلية السائلة، ما تسبب في توسع القمر وتشقق سطحه لاستيعاب الحجم الزائد بداخله. ربما نتج المحيط تحت السطحي عن رنينٍ مداري بنسبة 2:3 بين ديون وتثيس في وقتٍ مبكر من تاريخ النظام الشمسي ما أدى إلى انحرافٍ مداري وتسخينٍ مدّي والجزر للجزء الداخلي لتثيس. وبعد خروج القمر من حالة الرنين هذه، تجمد ذلك المحيط. هناك نظرية أخرى حول تكوّن إيثاكا شاسما: عندما حدث الاصطدام النيزكي الذي تسبب بتكوّن فوهة أوديسيوس، سافرت موجة الصدمة عبر تثيس ما أدى لتشقق السطح الجليدي الهش. في هذه الحالة، فإنّ إيثاكا شاسما هو الحلقة الصدعية الخارجية لأوديسيوس. ومع ذلك، أظهرت قياسات تحديد العمر بناءً على تعداد الفوهات النيزكية في صور مركبة كاسيني عالية الدقة أنّ إيثاكا شاسما أكبر عمراً من أوديسيوس ما يجعل فرضية الاصطدام النيزكي غير محتملة. 

## الفوهات التصادمية والتسلسل الزمني
غالبية الفوهات التصادمية على تثيس هي ذات قمةٍ مركزية بسيطة. لكن يظهر على تلك الفوهات التي يزيد قطرها عن 150 كم تشكلات قممٍ حلقية أكثر تعقيداً. أوديسيوس هي الفوهة الوحيدة التي تتمتع بانخفاضٍ مركزي يشبه حفرةً مركزية. تكون الفوهات التصادمية الأقدم ضحلةً إلى حد ما أكثر من تلك الأصغر سناً ما يُشير إلى درجةٍ من الاسترخاء.
تتنوع كثافة الحفر الصخرية عبر سطح تثيس. فكلما كانت كثافة الفوهة أعلى، كان السطح أكبر سناً. هذا يسمح للعلماء بإنشاء تسلسل زمني نسبي لتثيس. التضاريس المليئة بالفوهات هي أقدم وحدةٍ إذ تعود إلى فترة تكوين النظام الشمسي قبل 4.56 مليار سنة. يُقدر عمر الوحدة الأصغر في فوهة أوديسيوس بين 3.76 و1.06 مليار سنة، اعتماداً على التسلسل الزمني المطلق المستخدم. وادي إيثاكا شاسما هو أقدم من فوهة أوديسيوس.